# René Vallery-Radot

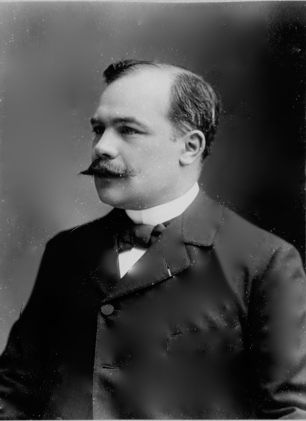
René Vallery-Radot

René Vallery-Radot (* 1. Oktober 1853 in Paris; † 24. Januar 1933 ebenda) war ein französischer Schriftsteller.
Vallery-Radot wurde 1876 in Rechtswissenschaften an der Universität von Paris promoviert. Er verfasste die erste Biografie über Louis Pasteur, seinen Schwiegervater, die 1901 unter dem Titel La Vie de Pasteur bei Hachette veröffentlicht wurde und 1948 in deutscher Übersetzung erschien (Louis Pasteur. Sein Leben und Werk).
Von 1917 bis 1933 war er Präsident des Verwaltungsrates des Institut Pasteur. Er war Mitglied der Ehrenlegion.
Mit Marie-Louise Pasteur hatte er einen Sohn: Louis Pasteur Vallery-Radot.